# Мост через Дон (обход Ростова-на-Дону)
Мост через Дон  (обход Ростова-на-Дону) — автомобильный мост, возведённый в рамках проекта Восточного обхода Ростова-на-Дону, который позволит автомобильному потоку объезжать города Ростов-на-Дону и Аксай. Построен компанией «Автодор». Открыт 15 июня 2023 года.

## Информация
Мост через Дон стал одним из самых длинных в России, его длина 1901 метр, а высота более 20 метров. Мост образован 23 пролетами, установленными на 24 опорах. Строительство моста осуществлено в девяти километрах вверх по течению Дона от существующего Аксайского моста. Новый мост стал одним из основных элементов строящегося почти 34-километрового обхода Ростова-на-Дону. 
В процессе строительства мостовики построили две сложнейшие опоры в русле самого Дона. К марту 2022 года пролётные строения пойменной части правого берега были уже смонтированы, рабочие устраивали монолитную железобетонную плиту будущей проезжей части моста и выполняюли укрупнение и надвижку руслового пролета. На левом берегу закончили погружение свай, завершают строительство опор, производят укрупнение и монтаж балок пролетных строений. Левую и правую часть моста планировали соединить в начале 2023 года.